# 韶山9型电力机车
韶山9型电力机车（SS9）是中国铁路使用的电力机车车型之一，亦是最后一款研制的「韶山」系列直流电机车，属于准高速干线客运用机车，由株洲电力机车有限公司制造。

## 发展历史

### 早期型

#### 研制
1998年初，根据中华人民共和国铁道部科技教育司《科教装【1998】06号》“关于下达SS9型客运电力机车设计任务书的通知”文件，以及铁道部科技研究开发项目合同的要求，中国铁路机车车辆工业总公司株洲电力机车厂、株洲电力机车研究所开始在韶山8型电力机车的基础上，研制一种用于牵引时速160公里/小时准高速旅客列车的干线客运用六轴电力机车，研制目的是加大机车功率、提高牵引力，以满足在较大坡度线路上的大编组旅客列车的提速需要。新机车被定型为韶山9型，代号SS9。

#### 试验
1998年12月26日，首两台韶山9型电力机车（0001、0002）在株洲电力机车厂竣工。在机车各主要部件如主变压器、高压电器柜、低压电器柜、硅整流装置、微机控制装置等均分别完成了型式试验后，两台机车先后分别于1999年1月和3月赴郑州铁路局郑州机务南段进行运行考核。在运行考核期间，两台机车主要由京武快车队负责运用，承担京广铁路北京西至武昌（汉口）段的快速旅客列车长交路牵引任务。至1999年7月底，两台机车共完成30万公里的运行考核。1999年7月31日至10月21日，两台机车在北京的中国铁道科学研究院环行铁道试验基地进行了整车型式试验，试验包括机车称重、受电弓、内部及外部过电压、功率因数、谐波、牵引性能和制动性能等方面的试验。
1999年11月1日至11月22日，韶山9型电力机车在郑州铁路局管内的京广铁路郑州至广水区间往返进行动力学评估试验，0001、0002号机车分别担任被试机车及陪试机车，期间机车最高试验速度达到190公里/小时。全部的型式试验工作于1999年12月结束，在2000年3月7日通过了铁道部科技成果鉴定。在完成动力学性能试验后，0001号机车于1999年12月至2000年5月间，在北京环行铁道进行的货物列车直线脱轨试验、秦沈客运专线通信信号设备、TMIS车载识别系统试验等多项部级科技试验项目中担任了牵引机车。1999年9月和2000年4月，该台机车又分别两次在陇海铁路郑州至天水区间担当了陇海线提速试验的牵引机车，其最高试验速度达到了150公里/小时。

#### 运用
为了尽快满足哈大铁路全线于2001年8月完成电气化改造后对客运电力机车的需求，株洲电力机车厂于2001年开始批量生产韶山9型电力机车，至2002年5月间共制造了43台（0001～0043），并全部交付沈阳铁路局沈阳机务段运用。直到2007年4月，为满足中国铁路第六次大提速的需要，8輛早期型的韶山9型电力机车转配属上海铁路局上海机务段，投入京沪铁路和沪昆铁路使用，包括SS9 0001-0003、SS9 0007、SS9 0012、SS9 0022、SS9 0042及0043（而0043後來調回瀋局，其餘一直在上海、南京附近使用至今，交路最遠可達北京；所有機車均已更換供電櫃）。这批早期生产的韶山9型机车均采用青绿色的车身涂装，中国的铁路爱好者对其昵称为“青蛙”。於2018年4月，為配合大鄭鐵路完成電氣化而作出的調圖，亦有部分的韶山9型电力机车改隸通遼機務段，是早期型SS9首次配屬內蒙古地區車輛基地。

#### 大修
2006年10月起，所有早期型韶山9型电力机车（不包括2004年被撞毀報廢的SS9 0004機車）由瀋陽鐵路局逐步調往北車太原機車車輛廠房進行大修，其後於2007年4月重新分配予上海鐵路局及瀋陽鐵路局，並加上北車「CNR」牌號。

### 改进型

#### 研制
2002年，中国铁道部向株洲电力机车厂下达了《SS9型电力机车改进设计任务书》，要求株洲电力机车厂在早期生产的韶山9型电力机车的基础上，针对首批机车存在的问题进行改进，按照“模块化、标准化、系列化”的原则，对机车的设备布置、通风系统、车体钢结构等进行重大设计改进。改进型机车是在原韶山9型电力机车的主要技术参数和牵引制动特性不变的基础上，开发一种新型的机车设备布置设计平台，主要特点包括：采用独立通风系统、中央贯通走廊、屏柜化设备布置方式、标准化司机室、卧式主变压器、以及流线型车体外观等。中国铁道部并没对改进型机车给予新型号，但南車株機公司內部或中国铁路爱好者普遍称改进型机车为“韶山9G型”或“SS9G”。

#### 运用

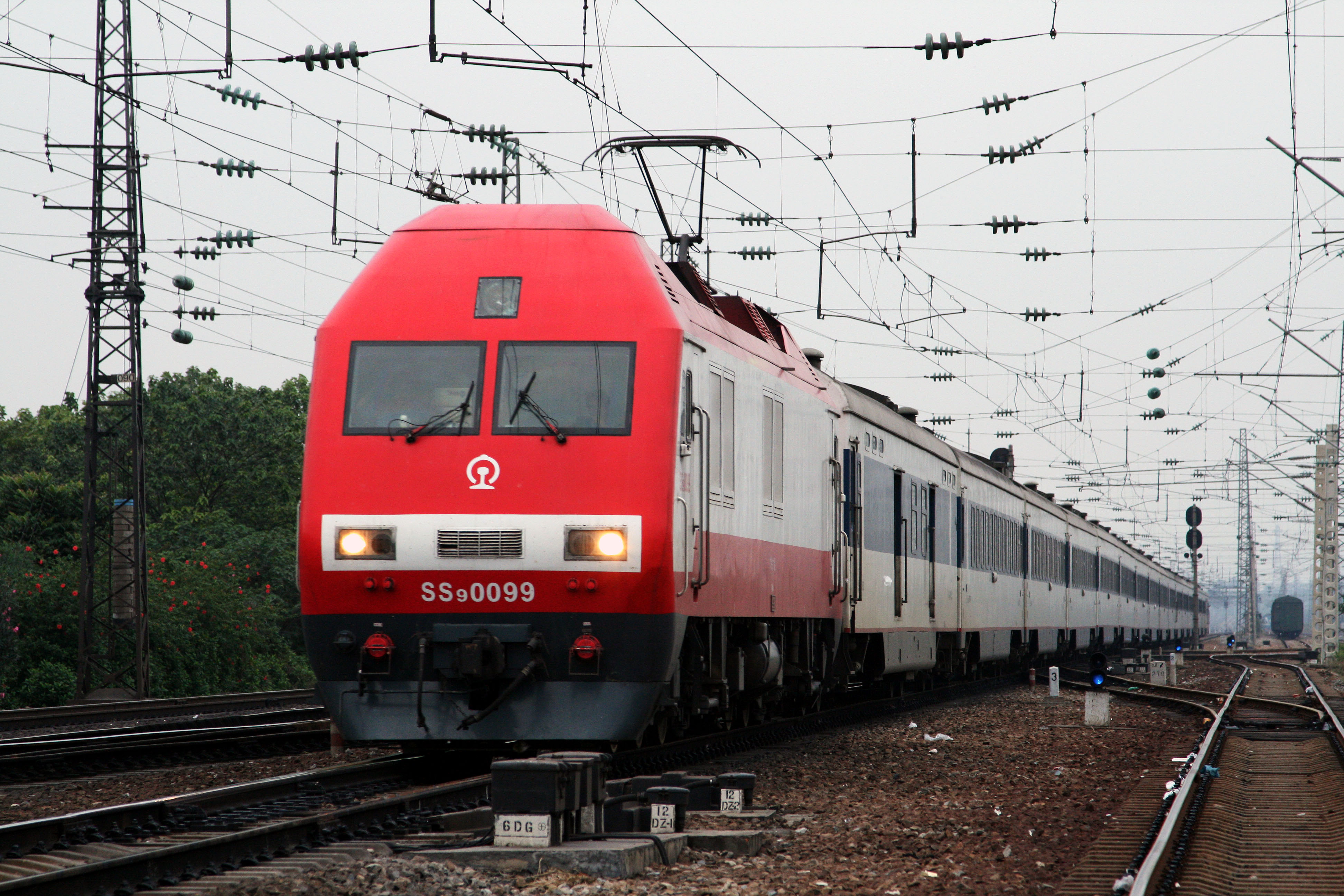
在京广线上牵引特快旅客列车的韶山9改型机车，仍保留原有整流罩

首台改进型机车（0044）于2002年6月在株洲电力机车厂落成。同年，开始批量生产改进型机车，首批机车配属沈阳机务段。2003年4月，北京铁路局北京西机务段、广州铁路集团长沙机务段及广州机务段亦开始配属韶山9型电力机车，在京秦铁路、京广铁路投入运用。2003年10月，秦沈客运专线正式开通运营，在该线上使用的韶山9型电力机车均加装了TVM430车载超速防护设备。此外，韶山9型电力机车也参与了中国铁路第五次大提速的提速牵引试验，为开行点对点直达特快列车作好技术准备。2003年12月，韶山9型电力机车完成了北京至哈尔滨、北京至长沙的长距离不停站牵引试验，试验列车编组19辆，期间最高试验速度达到173.1公里/小时。2004年，韶山9型电力机车被中国铁道部确定为中国铁路第五次大提速的主型机车之一，承担其中7对直达旅客列车牵引任务，武昌南机务段开始配属韶山9型机车。2006年，随着京沪铁路、沪昆铁路两条干线的电气化改造先后完工，上海铁路局上海机务段、济南铁路局济南机务段、南昌铁路局南昌机务段也配属了韶山9型电力机车。2008年，京九直通車及滬九直通車（本型號機車主要負責牽引廣州東站至北京西站或上海站區段、而廣州東站至紅磡站區段主要則由韶山8型電力機車負責牽引）改由廣鐵廣段、京局京段或上局滬段的本型機車（改進型）牽引。而自2017及2019年起，滬九直通車/京九直通車在九廣鐵路以外牽引機車再全面升級為使用交流傳動的廣鐵廣段及上局滬段HXD1D/交替使用京局京段HXD3D及廣鐵廣段HXD1D。
2018年4月10日起，為配合大鄭鐵路電氣化，部分瀋陽機務段改進型機車亦分別改配通遼及白城機務段。
至2006年停产，株洲电力机车厂累计生产了170台韶山9型改进型电力机车（0004，0044～0213）。改进型机车均采用红白色涂装；其中0045号（原「民兵號」）机车出厂时曾采用蓝白色涂装，并参加了2003年初举行的铁道部新造机车质量展示会，展示会结束后又恢复红白色涂装。韶山9型改进型机车常被中国的铁路爱好者昵称为“烧酒”，源于韶山9型简称为“韶九”，与“烧酒”谐音。

## 技术特性

### 性能特点
韶山9型电力机车是六轴干线客运电力机车，是在韶山8型电力机车基础上研制的系列化产品，同时吸收了韶山6B型电力机车的经验，并克服了韶山8型技术上存在的问题，其高速动力学性能、牵引和制动性能均优于韶山8型机车，适用于长距离、长大坡道、大编组旅客列车的牵引需要。不同于韶山8型机车采用的Bo-Bo轴式（4轴），韶山9型机车采用Co-Co轴列式（6轴），轴重为21吨，比韶山8型机车的轴重轻7.1%。韶山9型机车的最高运行速度与韶山8型相同，均为170公里/小时，但韶山9型机车的持续功率为4800千瓦，起动加速时最大功率可达5400千瓦，持续牵引力为169千牛，电制动（轮周）功率为4000千瓦，分别比韶山8型机车的持续功率、持续牵引力和电制动功率高33.3%、34.1%、48.1%。韶山9型机车克服了韶山8型在长大坡道牵引大编组列车功率不足的缺陷，可牵引18节客车在16‰、14‰、12‰、10‰的长大坡道上，分别以84公里/小时、92公里/小时、96公里/小时、105公里/小时的速度匀速上坡，提高列车的平均运营速度。

### 总体布置

#### 早期型
韶山9型机车车体采用侧壁承载式全钢焊接结构，并对车体、变压器油箱、转向架及其他电气部件进行了轻量化设计，使其达到轴重21吨的要求。总体布置沿用双侧走廊、两端司机室，全车共分七个间隔室，中间为变压器室、然后向两侧依次为l、II端高压室，I、II端辅助室，I、II端司机室。主要电器设备以机车最重设备主变压器为中央，其他设备分平面斜对称布置为主，有利于重量平衡。两端司机室之后车顶各安装一台DSA-200型单臂式受电弓（早期使用TSG3-630/25型集電弓）；车顶中部装一台主断路器。此外，机车头型设计突破了传统的以平面为主的多棱角外形设计，司机室正面为倾斜角达68.85°的倾斜平面，机车外形全部采用圆弧过渡。机车采用车体自然通风方式，冷风通过机车侧墙过滤器百叶窗进入车内。制动系统采用DK-1型电控空气制动机。
早期型SS9機車是中國最後一款採用「一正一/二副」司機值乘設計的機車，在SS9G中已改為只供單司機值乘。

#### 改进型

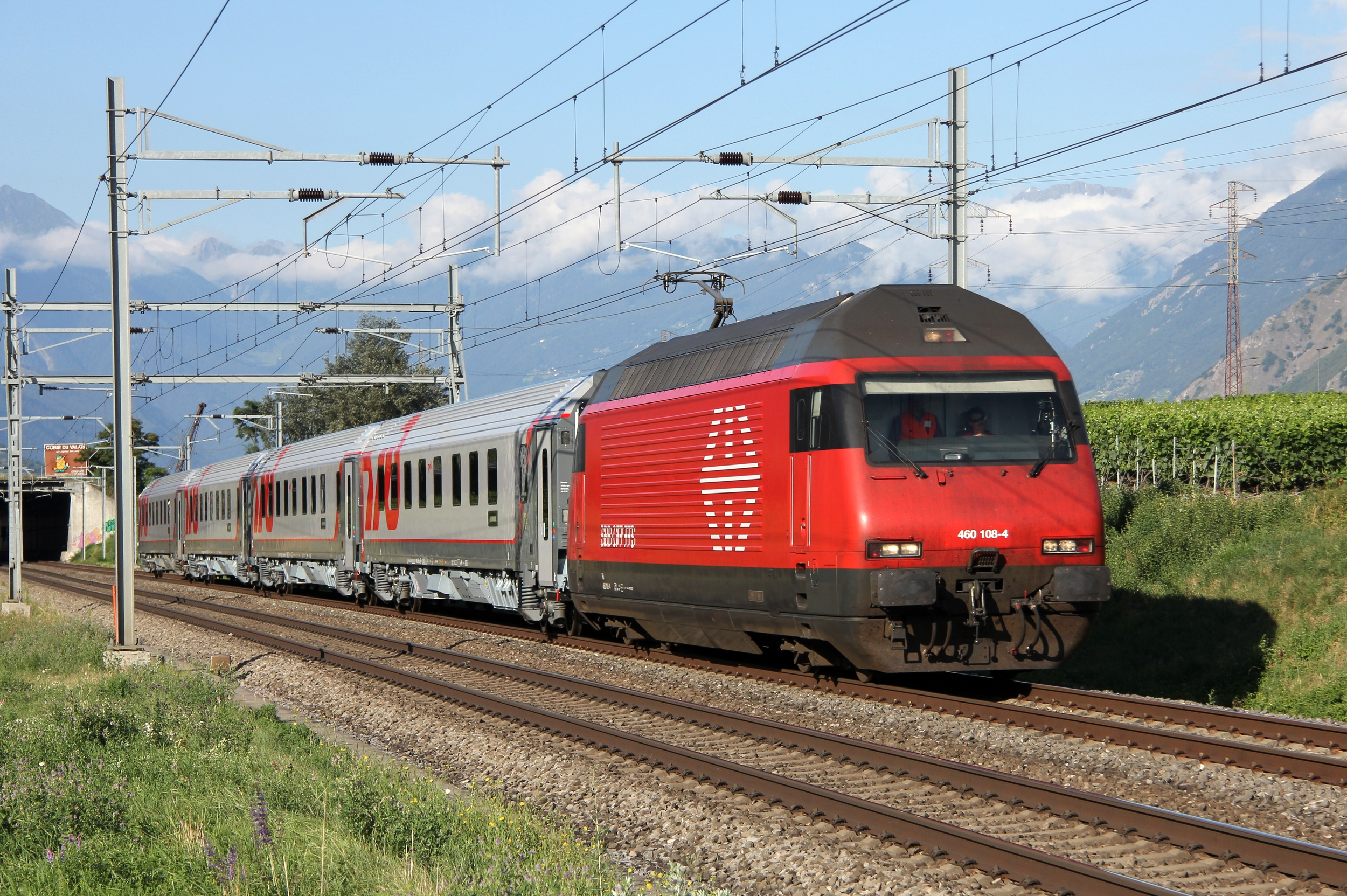
同由宾尼法利纳设计的Re460型电力机车

韶山9型改进型机车的设备布置、车体外观有较大变化。改进型机车跟随国际趋势改用宽600毫米的贯通式中间走廊，放弃了中国“韶山”系列电力机车一贯的双侧走廊设计；车内设备随中间走廊斜对称布置，以利于轴重分配；车顶盖由原来的5个改为3个。屏柜及各部件采用模块化设计，包括1号硅整流柜、2号硅整流柜、1号高压柜、2 号高压柜、2号牵引通风机组、 3号牵引通风机组，以便于部件维护和更换。同时，牵引变压器由壳式变压器改为芯式卧放变压器，悬挂在车体底架以下，降低了机车的重心高度。
同时，株洲电力机车厂也邀请了意大利著名汽车设计公司宾尼法利纳（Pininfarina），参与对改进型机车车体外形的流线型优化设计，采用圆弧微流线头型外观造型。由于宾尼法利纳也是瑞士联邦铁路Re 460型電力機車车体的造型设计单位，因此这两种机车的外观也相当类似。改进型机车并改用独立通风系统，采用侧墙夹层进风道，因应冷却对象不同而分为四大通风支路。每条通风支路均有自己独立的进、出风风道，有助减低车内负压，改善机车防尘效果及防寒性能。机车采用了标准化司机室，可满足单司机值乘条件下司机在司机室内完成部分设备的转换和隔离。
原裝SS9G機車兩頭頂端裝有整流罩；但是，目前所有機車的整流罩已被摘除，此等機車又稱「砍頭酒」。

### 电路系统

#### 主电路
韶山9型电力机车是交—直流电传动的单相工频交流电力机车。早期型机车安装一台TBQ12-8668/25型主变压器，该型变压器采用一体化结构，与平波电抗器、列车供电滤波电抗器合并安装并共用冷却系统，冷却方式为强迫油循环导向风冷冷却。改进型机车安装一台TBQ19-8668/25型卧式结构主变压器，安装在车体底架之下。 
机车主电路采用由大功率晶闸管和二极管组成的不等分三段半控桥相控整流电路，整流桥采取先大桥后小桥的顺控方式，其中一段半控桥占二分之一的整流电压用于低速区，另外两段半控桥占另外二分之一的整流电压用于高速区，以提高高速区的功率因数。每台机车设有两组相同的整流装置，向转向架独立供电方式，同一台转向架上的三台牵引电动机并联连接。为扩大机车恒功速度范围，机车可采用晶闸管分路进行无级磁场削弱。改进型机车安装由株洲南车时代电气研制的TGZ29（0044～0111号机车）、TGZ29A（0112～0213号机车）型整流柜。
此外，机车并设有加馈电阻制动，使机车在低速区可以有较大的制动力，实现机车全过程无级调速。每台机车装有六台牵引电动机，分别安装在两台转向架上。机车采用ZD115型直流牵引电动机，是采用全叠片焊接机座机构、带有补偿绕组的六极串励直流电动机，持续功率800千瓦，短时最大功率900千瓦，绝缘等级为全H级，冷却方式为强迫风冷。

#### 辅助电路
早期型机车采用旋转式劈相机为辅助电路供电，将主变压器辅助绕组供应单相交流电转换成三相交流电，车内许多设备如变压器、整流装置、牵引电动机、制动电阻柜等装置的通风冷却，以及空气压缩机的驱动均采用三相交流电动机，电压制式为380伏特三相交流电。而改进型机车的辅助供电电源参考了韶山7E型电力机车的方式，既可以选用静止式辅助变流器供电，也可以采用传统的劈相机系统供电；其中0044、0045号机车采用了辅助变流器，而从0046号机车开始又恢复采用劈相机。
韶山9型电力机车并设有列车供电功能，每台装备了二套完全独立的列车供电系统，输出电压为600伏特直流电，功率为2×400千瓦，采用机车集中整流、客车分散逆变的供电方式，向旅客列车提供空调、采暖、茶炉、照明等供电电源。早期型机车采用分散式列车供电装置，列车供电系统各元件分布在机车各电器柜中，不利于系统的检修和维护。而改进型机车改为采用集中式列车供电柜，集中安装整流装置及其控制系统。0044、0045号机车是最早安装列车供电柜的改进型机车，而此后的0046～0111号机车在出厂时虽预留了列车供电柜位置但未安装，0112～0125号机车安装了ZS380B（TGF7A）型的供电柜，0126～0154号机车安装了ZS380C（TGF7A）型供电柜，从2006年生产的0155号机车开始安装了经过改良的TGF28型供电柜。随着25G型直供电客车的迅速普及，所有未安装供电柜的韶山9型电力机车于2009年完成改造，恢复列车供电功能。
2015年，沈阳铁路局的其中九輛韶山9型机车供电制式改为AC380V，这些机车的交流电列车供电系统由株洲电力机车研究所研制，首台接受改造的是0006号机车；目前，已有SS9 0006、0008、0009、0010、0011、0016、0018、0034及0035機車改用交流供電櫃。該等車輛供電插座一般為灰色（除SS9 0008仍為紅色），以便與DC600V供電機車區別。目前这些交流供电版韶山9型机车的交路仅限于山海关站以东，一律配屬瀋局瀋段，並主要擔當Z81/80、Z79/82次列車，以及東北地區（包括內蒙古東四盟）範圍內普速列車的本務機。而在2017年12月，瀋局亦在SS9 0090機車上加裝交流供電裝置（交流插座為綠色），成為中國首輛雙制式列車供電客運機車。

### 控制系统
在控制技术方面，韶山9型电力机车采用微机控制及逻辑控制单元（LCU）技术，用以替代传统的继电器有触点控制电路，使逻辑控制由软件来完成，从而减少机车布线，简化了控制系统的设计。韶山9型电力机车的控制系统是在韶山8型、韶山7D型电力机车的基础上发展而成，当操作机车时司机指令传送到逻辑控制单元，由逻辑控制单元进行逻辑判断，并向微机系统输出指令，由微机系统执行机车的特性控制。除此之外，微机系统和逻辑控制系统并具有与微机显示屏的通信功能，通过三者互相配合，机车可以实施恒流准恒速控制特性控制、制动系统的恒制动力控制、防空转及防滑行控制、轴重转移补偿控制、空电联合制动控制、列车供电控制、故障诊断与故障记录等功能。从2004年开始，韶山9型电力机车开始陆续加装由广州铁路科研所开发的车载自动过分相系统，通过安装地面信号感应器、信号处理装置，并对机车的微机控制系统软件进行升级，使机车过分相时能够自动分合主断路器。

### 转向架

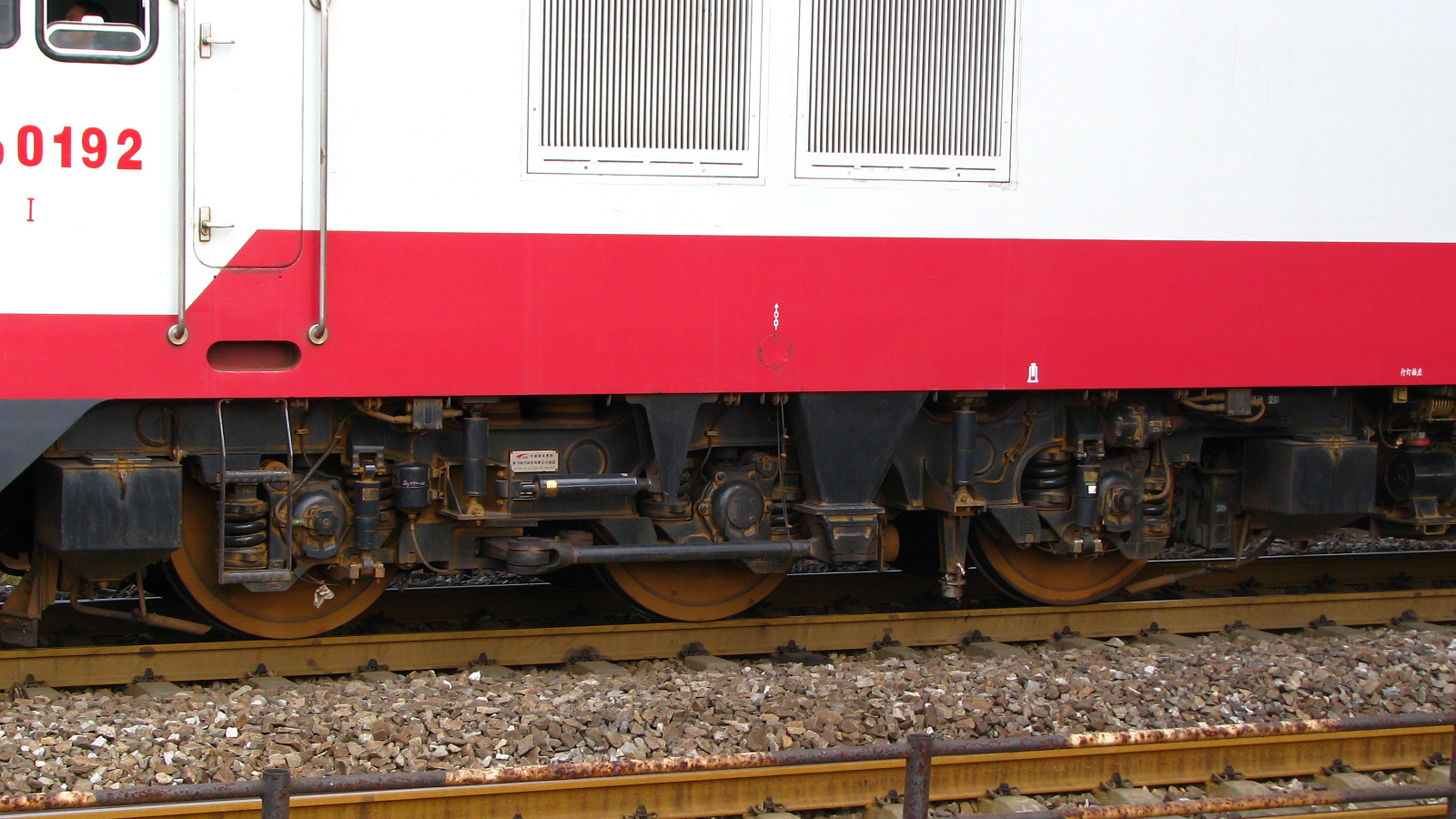
韶山9型电力机车的三轴转向架

机车走行部为两台架悬式三轴转向架，构架采用“目”字形箱形梁焊接结构，轴箱采用双拉杆式定位。一系悬挂装置由螺旋圆弹簧、橡胶垫和垂向油压减振器组成；二系悬挂采用高柔圆弹簧及橡胶垫，车体与转向架之间并装有垂向减振器、横向减振器和抗蛇行减振器。牵引力和制动力通过转向架与车体底架间的低位双侧平行拉杆牵引机构传递，与韶山6B型机车相同。
韶山9型机车的驱动装置与韶山8型机车相同，牵引电动机采用双侧六连杆轮对空心轴全悬挂安装方式，电动机与齿轮箱组成的传动部件的全部重量悬挂在转向架构架上，牵引电动机的扭矩通过空心轴和两端的六连杆联轴盘传递到轮对，大幅减轻了转向架簧下重量及减小轮轨作用力。基础制动装置与韶山6B型机车相同，采用单元式单侧双闸瓦制动器；每台转向架上设有一个停车蓄能制动装置。

### 故障问题
韶山9型机车是采用微机控制的电力机车之一，沈阳铁路局的部分韶山9型机车在配属初期，曾经常发生系统死机问题，导致整辆机车无法启动，尤以冬天最为严重，影响列车车次的正点率。及後有关方面为在中国东北地区的韶山9型机车微机柜内加装加热器，使其微机系统在严寒环境下仍能保持稳定，大大减低微机故障率。

## 機車配屬

### 早期型
| 机车编号                 | 目前配属                         | 台数 | 備註                                               |
| ------------------------ | -------------------------------- | ---- | -------------------------------------------------- |
| SS9 - 0001 ～ SS9 - 0003 | 上局滬段（上海局集團上海机务段） | 3台  |                                                    |
| SS9 - 0004               | 除籍                             | 1台  | 原屬瀋局瀋段，於2004年被撞毀，由SS9G代替，編號不變 |
| SS9 - 0005 ～ SS9 - 0006 | 瀋局瀋段（瀋陽局集團瀋陽机务段） | 2台  | 其中一台機車供電格式為AC380V                       |
| SS9 - 0007               | 上局滬段（上海局集團上海机务段） | 1台  |                                                    |
| SS9 - 0008 ～ SS9 - 0011 | 瀋局瀋段（瀋陽局集團瀋陽机务段） | 4台  | 所有機車供電格式為AC380V                           |
| SS9 - 0012               | 上局滬段（上海局集團上海机务段） | 1台  |                                                    |
| SS9 - 0013 ～ SS9 - 0021 | 瀋局瀋段（瀋陽局集團瀋陽机务段） | 8台  | 其中兩台機車供電格式為AC380V                       |
| SS9 - 0022               | 上局沪段（上海局集團上海机务段） | 1台  |                                                    |
| SS9 - 0023 ～ SS9 - 0029 | 瀋局瀋段（瀋陽局集團瀋陽机务段） | 7台  |                                                    |
| SS9 - 0030               | 瀋局遼段（瀋陽局集團通遼机务段） | 1台  | 2018年由瀋段轉配                                   |
| SS9 - 0031 ～ SS9 - 0037 | 瀋局瀋段（瀋陽局集團瀋陽机务段） | 7台  | 其中兩台機車供電格式為AC380V                       |
| SS9 - 0038               | 瀋局遼段（瀋陽局集團通遼机务段） | 1台  | 2018年由瀋段轉配                                   |
| SS9 - 0039 ～ SS9 - 0041 | 瀋局瀋段（瀋陽局集團瀋陽机务段） | 3台  |                                                    |
| SS9 - 0042               | 上局沪段（上海局集團上海机务段） | 1台  |                                                    |
| SS9 - 0043               | 瀋局瀋段（瀋陽局集團瀋陽机务段） | 1台  | 2007年曾轉配上海鐵路局，後調回瀋段                 |

有關改用AC380V列車供電的機車編號，詳見上文「電路系統-輔助電路」部分。

### 改進型
| 机车编号                 | 目前配属                             | 台数 | 備註                                                           |
| ------------------------ | ------------------------------------ | ---- | -------------------------------------------------------------- |
| SS9 - 0004               | 瀋局瀋段（瀋陽局集團瀋陽机务段）     | 1台  | 代替被撞毀的原0004號機車，由哈爾濱鐵路局賠償予瀋陽鐵路局       |
| SS9 - 0044 ～ SS9 - 0048 | 京局京段（北京局集團北京機務段）     | 5台  | 0044及0045原屬瀋陽鐵路局，曾轉配上海鐵路局；0045為原「民兵號」 |
| SS9 - 0049               | 瀋局瀋段（瀋陽局集團瀋陽机务段）     | 1台  |                                                                |
| SS9 - 0050               | 瀋局遼段（瀋陽局集團通遼机务段）     | 1台  | 2018年由瀋段轉配                                               |
| SS9 - 0051 ～ SS9 - 0052 | 瀋局瀋段（瀋陽局集團瀋陽机务段）     | 2台  |                                                                |
| SS9 - 0053               | 京局京段（北京局集團北京机务段）     | 1台  | 原屬瀋陽鐵路局                                                 |
| SS9 - 0054               | 瀋局遼段（瀋陽局集團通遼机务段）     | 1台  | 2018年由瀋段轉配                                               |
| SS9 - 0055               | 瀋局白段（瀋陽局集團白城机务段）     | 1台  | 2018年由瀋段轉配                                               |
| SS9 - 0056 ～ SS9 - 0058 | 瀋局瀋段（瀋陽局集團瀋陽机务段）     | 3台  |                                                                |
| SS9 - 0059               | 京局京段（北京局集團北京机务段）     | 1台  |                                                                |
| SS9 - 0060               | 瀋局瀋段（瀋陽局集團瀋陽机务段）     | 1台  |                                                                |
| SS9 - 0061 ～ SS9 - 0062 | 瀋局遼段（瀋陽局集團通遼机务段）     | 2台  | 2018年由瀋段轉配                                               |
| SS9 - 0063 ～ SS9 - 0064 | 瀋局瀋段（瀋陽局集團瀋陽机务段）     | 2台  |                                                                |
| SS9 - 0065               | 瀋局遼段（瀋陽局集團通遼机务段）     | 1台  | 2018年由瀋段轉配                                               |
| SS9 - 0066 ～ SS9 - 0077 | 瀋局瀋段（瀋陽局集團瀋陽机务段）     | 12台 |                                                                |
| SS9 - 0078               | 呼局集段（呼和浩特局集團集寧机务段） | 1台  | 原屬瀋陽鐵路局，曾轉配北京鐵路局                               |
| SS9 - 0079 ～ SS9 - 0080 | 瀋局瀋段（瀋陽局集團瀋陽机务段）     | 2台  |                                                                |
| SS9 - 0081               | 上局滬段（上海局集團上海机务段）     | 1台  | 原「青年文明號」，原屬北京鐵路局                               |
| SS9 - 0082 ～ SS9 - 0088 | 瀋局瀋段（瀋陽局集團瀋陽机务段）     | 7台  |                                                                |
| SS9 - 0089               | 除籍                                 | 1台  | 原屬瀋局瀋段，於2005年撞毀而報廢                               |
| SS9 - 0090 ～ SS9 - 0091 | 瀋局瀋段（瀋陽局集團瀋陽机务段）     | 2台  | 0090同時具有DC600V及AC380V列車供電裝置，後者2017年12月加裝     |
| SS9 - 0092 ～ SS9 - 0101 | 廣鐵廣段（廣州局集團廣州機務段）     | 10台 | 京九直通車（Z98次往北京西站方向）曾主要使用此等機車牽引        |
| SS9 - 0102               | 瀋局瀋段（瀋陽局集團瀋陽机务段）     | 1台  | 原屬北京鐵路局                                                 |
| SS9 - 0103               | 京局京段（北京局集團北京机务段）     | 1台  |                                                                |
| SS9 - 0104 ～ SS9 - 0107 | 瀋局瀋段（瀋陽局集團瀋陽机务段）     | 4台  | 原屬北京鐵路局                                                 |
| SS9 - 0108 ～ SS9 - 0111 | 京局京段（北京局集團北京机务段）     | 4台  |                                                                |
| SS9 - 0112 ～ SS9 - 0114 | 瀋局瀋段（瀋陽局集團瀋陽机务段）     | 3台  |                                                                |
| SS9 - 0115               | 京局京段（北京局集團北京机务段）     | 1台  | 原屬瀋陽鐵路局                                                 |
| SS9 - 0116 ～ SS9 - 0121 | 瀋局瀋段（瀋陽局集團瀋陽机务段）     | 6台  | 0120及0121原屬北京鐵路局，0121已改为AC380V列车供电装置         |
| SS9 - 0122               | 上局滬段（上海局集團上海机务段）     | 1台  | 原屬北京鐵路局                                                 |
| SS9 - 0123 ～ SS9 - 0124 | 京局京段（北京局集團北京机务段）     | 2台  | 0123原屬武漢鐵路局，原編號0134                                 |
| SS9 - 0125               | 武局南段（武漢局集團武漢南機務段）   | 1台  |                                                                |
| SS9 - 0126               | 瀋局瀋段（瀋陽局集團瀋陽机务段）     | 1台  | 原屬武漢鐵路局                                                 |
| SS9 - 0127               | 京局京段（北京局集團北京机务段）     | 1台  | 原屬武漢鐵路局                                                 |
| SS9 - 0128               | 武局南段（武漢局集團武漢南機務段）   | 1台  |                                                                |
| SS9 - 0129               | 瀋局瀋段（瀋陽局集團瀋陽机务段）     | 1台  | 原屬武漢鐵路局                                                 |
| SS9 - 0130 ～ SS9 - 0134 | 武局南段（武漢局集團武漢南機務段）   | 5台  | 0134原屬南昌鐵路局，曾轉配北京鐵路局，原編號0123               |
| SS9 - 0135 ～ SS9 - 0136 | 瀋局瀋段（瀋陽局集團瀋陽机务段）     | 2台  | 原屬武漢鐵路局                                                 |
| SS9 - 0137               | 京局京段（北京局集團北京机务段）     | 1台  | 原屬武漢鐵路局                                                 |
| SS9 - 0138 ～ SS9 - 0140 | 武局南段（武漢局集團武漢南機務段）   | 3台  |                                                                |
| SS9 - 0141 ～ SS9 - 0142 | 京局京段（北京局集團北京机务段）     | 2台  | 原屬武漢鐵路局                                                 |
| SS9 - 0143               | 武局南段（武漢局集團武漢南機務段）   | 1台  |                                                                |
| SS9 - 0144               | 瀋局瀋段（瀋陽局集團瀋陽机务段）     | 1台  | 原屬北京鐵路局，原編號0146                                     |
| SS9 - 0145 ～ SS9 - 0149 | 京局京段（北京局集團北京机务段）     | 5台  | 0146原屬武漢鐵路局，曾轉配瀋陽鐵路局，原編號0144               |
| SS9 - 0150 ～ SS9 - 0154 | 廣鐵廣段（廣州局集團廣州機務段）     | 5台  |                                                                |
| SS9 - 0155               | 上局滬段（上海局集團上海机务段）     | 1台  |                                                                |
| SS9 - 0156               | 京局京段（北京局集團北京机务段）     | 1台  |                                                                |
| SS9 - 0157 ～ SS9 - 0158 | 武局南段（武漢局集團武漢南機務段）   | 2台  |                                                                |
| SS9 - 0159 ～ SS9 - 0160 | 上局滬段（上海局集團上海機務段）     | 2台  |                                                                |
| SS9 - 0161               | 濟局濟段（濟南局集團濟南機務段）     | 1台  |                                                                |
| SS9 - 0162               | 瀋局瀋段（瀋陽局集團瀋陽機務段）     | 1台  |                                                                |
| SS9 - 0163 ～ SS9 - 0173 | 上局滬段（上海局集團上海機務段）     | 11台 |                                                                |
| SS9 - 0174 ～ SS9 - 0182 | 京局京段（北京局集團北京机务段）     | 9台  | 0182涉及2008年胶济铁路列车相撞事故，但無損毀                   |
| SS9 - 0183               | 瀋局瀋段（瀋陽局集團瀋陽机务段）     | 1台  | 原屬北京鐵路局                                                 |
| SS9 - 0184 ～ SS9 - 0186 | 京局京段（北京局集團北京机务段）     | 3台  |                                                                |
| SS9 - 0187               | 瀋局瀋段（瀋陽局集團瀋陽机务段）     | 1台  | 原屬南昌鐵路局                                                 |
| SS9 - 0188 ～ SS9 - 0189 | 濟局濟段（濟南局集團濟南机务段）     | 2台  |                                                                |
| SS9 - 0190 ～ SS9 - 0194 | 武局南段（武漢局集團武漢南机务段）   | 5台  | 原屬南昌鐵路局                                                 |
| SS9 - 0195               | 上局滬段（上海局集團上海机务段）     | 1台  |                                                                |
| SS9 - 0196 ～ SS9 - 0198 | 廣鐵廣段（廣州局集團廣州机务段）     | 3台  |                                                                |
| SS9 - 0199 ～ SS9 - 0203 | 瀋局瀋段（瀋陽局集團瀋陽机务段）     | 5台  |                                                                |
| SS9 - 0204               | 上局滬段（上海局集團上海机务段）     | 1台  |                                                                |
| SS9 - 0205 ～ SS9 - 0207 | 瀋局瀋段（瀋陽局集團瀋陽机务段）     | 3台  |                                                                |
| SS9 - 0208               | 上局滬段（上海局集團上海机务段）     | 1台  |                                                                |
| SS9 - 0209               | 瀋局瀋段（瀋陽局集團瀋陽机务段）     | 1台  | 原屬南昌鐵路局                                                 |
| SS9 - 0210               | 南局南段（南昌局集團南昌機務段）     | 1台  |                                                                |
| SS9 - 0211 ～ SS9 - 0212 | 瀋局瀋段（瀋陽局集團瀋陽机务段）     | 2台  | 原屬南昌鐵路局                                                 |
| SS9 - 0213               | 上局滬段（上海局集團上海机务段）     | 1台  | 原屬南昌鐵路局                                                 |

## 机车命名
| 机车编号 | 名称       | 当时配属             | 备注                       |
| -------- | ---------- | -------------------- | -------------------------- |
| SS9-0045 | 民兵号     | 沈阳铁路局沈阳机务段 | 已摘牌，后转配到北京机务段 |
| SS9-0081 | 青年文明号 | 北京铁路局北京机务段 | 已摘牌，后转配到上海机务段 |

## 重大事故
- 2003年8月5日，沈阳铁路局沈阳机务段的韶山9型0069号机车牵引哈尔滨站到汉口站的T184次列车运行至京哈铁路的五家站和安西站间上行线K209+700m处与冲上铁路的两头奶牛相撞，事故造成两头奶牛当场死亡，机后一位空调发电车二位下油箱连通管断裂引发燃油泄漏，中断上行线行车27分钟[12]。

- 2004年8月31日上午7时8分，由沈阳铁路局沈阳机务段的韶山9型0003号机车牵引佳木斯站开往烟台站的1394次列车运行在京哈铁路上，列车使用25G型车体，18节编组，当列车运行到中固站11号道岔处时，因为道岔处于反位状态，导致机后5，7位车厢各有一位台车脱轨，所幸无人伤亡，事故造成京哈铁路上行正线中断行车3小时56分，构成旅客列车脱轨重大事故[13][14]。

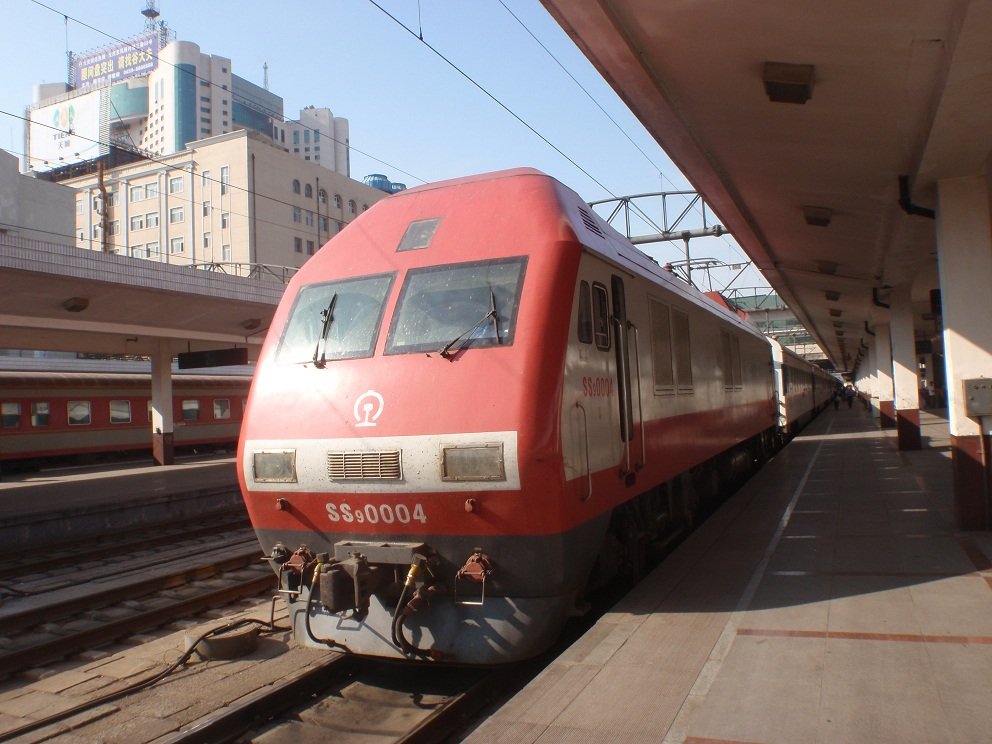
长滨线列车冲突事故后重新制造的韶山9型0004号机车

- 2004年11月19日晚上22时32分，配属沈阳铁路局沈阳机务段的韶山9型0004号机车牵引由佳木斯开往北京的K340次旅客列车，由于哈尔滨站的调车人员违章作业，导致8辆货车从哈西专用线溜出、颠覆后侵入长滨铁路上行线，K340次列车於哈尔滨站顾乡场117号道岔处（K239+865M）与这列货车发生侧面冲突，造成K340次机车和机车后第一辆行李车、第二辆硬座车脱轨[15][16]。事故后机车报废，由于此次事故责任方为哈尔滨铁路局，故哈局决定扣除全局职工当月安全奖金，并赔偿一台韶山9型机车予沈阳铁路局。2005年，一台新造韶山9改进型机车交付沈阳铁路局，机车车号沿用0004号。而事故后报废的原0004号机车残骸保存在苏家屯机务段。

- 2005年7月31日晚上19时52分，配属沈阳铁路局沈阳机务段的韶山9型0089号机车牵引25G型车体由西安站开往长春站的K127次列车，运行至京哈铁路的新城子站至新台子站间，因一处铁路信号电缆盒被盗，造成某区段信号机非正常显示，K127次列车的机车乘务员涉违章作业，未及时采取停车措施，盲目解锁监控装置，致使列车与前行的33219次货物列车发生追尾冲突，造成K127次机车及机车后第一辆行李车、第二辆硬卧车颠覆，第三至第五辆硬卧车脱轨，六人死亡[17][18][19]。事故后机车报废。

- 2005年11月17日0时50分，配属沈阳铁路局山海关机务段的韶山9型电力机车牵引配属北京铁路局天津车辆段的25G型客车由北京站开往丹东站的K27次列车运行在秦沈客运专线上，当列车运行到锦州南站至盘锦北站区间时，因机后第2位空调发电车后部燃油炉间着火，使用灭火器灭火无效后，检车乘务长使用紧急制动阀停车，造成秦沈客运专线下行线759号～761号工作支接触网烧断，工、非支承力索及非支接触线烧伤；车厢损毁1辆；并未造成人员伤亡。至当日5时10分区间开通，中断下行线行车4小时20分，构成旅客列车火灾大事故。事故原因为发电车乘务员未按规定检查设备，使发电车燃油炉输油管漏泄无法及时处理，导致事故的发生[20][21]。

- 2008年4月28日凌晨，配属北京铁路局北京机务段的韶山9型0182号机车牵引由北京开往青岛四方的T195次列车，由于济南铁路局的区段限速命令未有送达T195次列车，导致列车运行至胶济铁路济南至淄博间超速，使其列车后部脱轨，并与随后经由上行线运行至该路段的5034次列车发生冲突，事故造成至少72人遇难，416人受伤，肇事第9-17位车厢共9节客车破损报废。但T195次列车的本务机车并未出轨或损坏。（参看2008年胶济铁路列车相撞事故）

## 参看
- 韶山1型电力机车
- 韶山2型电力机车
- 韶山3型电力机车
- 韶山4型电力机车
- 韶山4B型电力机车
- 韶山4C型电力机车
- 韶山5型电力机车
- 韶山6型电力机车
- 韶山6B型电力机车
- 韶山7型电力机车
- 韶山7B型电力机车
- 韶山7C型电力机车
- 韶山7D型电力机车
- 韶山7E型电力机车
- 韶山8型电力机车
- 中国铁路大提速